# Anglican Church of Burundi
Die Anglican Church of Burundi (englisch für Anglikanische Kirche von Burundi) ist eine Mitgliedskirche der Anglikanischen Gemeinschaft und zählt nach eigenen Angaben über 900.000 Gläubige. In neun Diözesen (Buhiga, Bujumbura, Buye, Gitega, Makamba, Matana, Muyinga, Rumonge and Rutana) mit 150 Gemeinden organisiert, zählt die Kirche etwa 170 Priester. 1935 wurden die ersten anglikanischen Missionsstationen im Gebiet des heutigen Burundi, damals ein Teil des Mandatsgebietes Ruanda-Urundi, gegründet. 1965 wurde die Province of Uganda, Rwanda, Burundi, and Boga-Zaire gegründet, aus der Ruanda und Burundi 1980 ausschieden, um eine eigene Kirchenprovinz zu bilden. Seit 1992 bildet Burundi eine eigene Kirchenprovinz, an deren Spitze als Primas der Erzbischof von Burundi steht (derzeit der Bischof von Makamba, Martin Blaise Nyaboho).
Die Kirche ist Mitglied des Ökumenischen Rates der Kirchen (ÖRK) und der All Africa Conference of Churches (AACC).